# Andrej Silnov
Andrej Aleksandrovitsj Silnov (Russisch: Андрей Александрович Сильнов) (Sjachty, 9 september 1984) is een Russische hoogspringer. Hij werd olympisch en Europees kampioen in deze discipline.

## Biografie

### Geïnspireerd door broer
Silnov, telg uit een arbeidersgezin, startte al op jonge leeftijd met atletiek, daartoe geïnspireerd door zijn oudere broer, die zich met hink-stap-springen bezighield. Al gauw realiseerde hij zich echter, dat hij vanwege zijn lengte meer kansen zou maken bij het hoogspringen, dus stapte hij daarop over.
In 2002 sprong hij voor het eerst over 2,10 m. In 2005 werd hij negende bij de Europese kampioenschappen voor neo-senioren. Dat jaar verbeterde hij zijn persoonlijk record naar 2,28. Toen hij dat jaar bovendien Russisch kampioen U23 was geworden met een sprong over 2,24, werd hem gevraagd om deel uit te komen maken van de elitegroep van Russische hoogspringers, die trainden onder Yevgeniy Zagorulko.

### In 2006 Russisch én Europees kampioen...
In 2006 werd Silnov voor de eerste en tot nu toe enige maal Russisch kampioen hoogspringen. Met 2,31 won hij de Europacup.
Op de Europese kampioenschappen van 2006 in Göteborg sprong Silnov tot 2,36 steeds bij zijn eerste poging over elke hoogte. Hij won de Europese titel door drie atleten te verslaan die 2,34 sprongen. Dat waren de Tsjech Tomáš Janků en de beide Zweden Stefan Holm en Linus Thörnblad. Aansluitend probeerde Andrej Silnov het Russische record met 2,41 te verbeteren, hetgeen niet lukte.

### ...en beste wereldjaarprestatie
Bij een meeting in Monaco sprong hij met 2,37 de beste wereldjaarprestatie van 2006. In september dat jaar werd hij bij de wereldatletiekfinale in Stuttgart met 2,33 tweede achter Thörnblad. Een week later werd hij bij de Wereldbeker in Athene met 2,24 tweede achter Tomáš Janků. Op de wereldkampioenschappen van 2007 in Osaka behaalde hij met 2,21 een elfde plaats, nadat hij in de kwalificatieronde 2,29 gesprongen had.

### Olympisch kampioen
Ondanks een vierde plaats bij de Russische kampioenschappen in 2008 mocht Andrej Silnov toch zijn land vertegenwoordigen op de Olympische Spelen van Peking. Hij werd verkozen, omdat hij als enige van zijn land in Londen over 2,38 was gesprongen. In Peking sprong hij als enige over 2,36 en won zodoende een gouden medaille. Hiermee versloeg hij de Brit Germaine Mason, die net als zijn landgenoot Jaroslav Rybakov over 2,34 sprong, maar dan met minder foutsprongen. Silnov legde de lat daarna nog op 2,42, maar slaagde er niet in deze hoogte te behalen.

### Comeback na terugslag
In 2009 ondervond Silnov een enorme terugslag door een achillespeesblessure, die hem bijna het gehele jaar verhinderde om aan wedstrijden deel te nemen. En toen hij dat in 2010 weer wel kon, duurde het nogmaals een jaar, voordat hij weer op zijn oude niveau was teruggekeerd. Pas op 4 juni 2011, tijdens de Prefontaine Classic in Eugene, Oregon, kon hij zich weer met de springelite meten en werd hij met 2,32 tweede achter de even hoog springende Duitser Raul Spank. En in 2012, op de wereldindoorkampioenschappen in Istanboel, streed hij met de Griek Dimítrios Chondrokoúkis weer om de allerhoogste eer. Beiden sprongen over de hoogte van 2,33, maar Chondrokoúkis deed dit al in zijn eerste poging, terwijl Silnov er twee voor nodig had.
Later dat jaar, op de Olympische Spelen in Londen, slaagde hij er echter niet in om zijn olympische titel te prolongeren. Met zijn 2,25 in de finale kwam hij zelfs in het stuk niet voor en eindigde de Rus op een roemloze twaalfde plaats in een wedstrijd, die door zijn landgenoot Ivan Oechov werd gedomineerd. Deze nam met een sprong over 2,38 de titel van hem over. De uitslag was des te teleurstellender voor Silnov, omdat hij nog slechts een maand ervoor in Tsjeboksary tot zijn beste jaarprestatie van 2,37 was gekomen.

### Doping
In 2020 werd bekend dat Silnov werd verdacht van het gebruik van doping. Dat kwam aan het licht door bewijs in het onderzoek van de Canadees Richard McLaren. Hij legde eerder een door de staat gestuurd dopingnetwerk bij de Winterspelen van 2014 in Sotsji bloot.

## Titels
- Olympisch kampioen hoogspringen - 2008
- Europees kampioen hoogspringen - 2006
- Russisch kampioen hoogspringen - 2006

## Persoonlijke records
| Onderdeel              | Prestatie | Datum           | Plaats   |
| ---------------------- | --------- | --------------- | -------- |
| hoogspringen (outdoor) | 2,38 m    | 25 juli 2008    | Londen   |
| hoogspringen (indoor)  | 2,37 m    | 2 februari 2008 | Arnstadt |

## Palmares

### hoogspringen
Kampioenschappen
- 2006:  Europacup 2,36 m
- 2006:  EK - 2,36 m
- 2006:  Wereldatletiekfinale - 2,33 m
- 2006:  Wereldbeker - 2,24 m
- 2007: 11e WK - 2,21 m
- 2008:  Aviva London Grand Prix - 2,38 m
- 2008:  OS - 2,36 m
- 2008:  Wereldatletiekfinale - 2,35 m
- 2012:  WK indoor - 2,33 m
- 2012: 12e OS - 2,25 m (in kwal. 2,26 m)

Diamond League-podiumplaatsen
- 2010:  Herculis - 2,28 m
- 2011:  Prefontaine Classic - 2,32 m
- 2011:  Bislett Games - 2,28 m
- 2011:  DN Galan - 2,30 m
- 2011:  London Grand Prix - 2,36 m
- 2012:  Birmingham Grand Prix – 2,28 m
- 2012:  Weltklasse Zürich – 2,25 m

1896: Ellery Clark ·
1900: Irving Baxter ·
1904: Samuel Jones ·
1908: Harry Porter ·
1912: Alma Richards ·
1920: Richmond Landon ·
1924: Harold Osborn ·
1928: Robert Wade King ·
1932: Duncan McNaughton ·
1936: Cornelius Johnson ·
1948: John Winter ·
1952: Walter Davis ·
1956: Charles Dumas ·
1960: Robert Sjavlakadze ·
1964: Valeri Broemel ·
1968: Dick Fosbury ·
1972: Jüri Tarmak ·
1976: Jacek Wszoła ·
1980: Gerd Wessig ·
1984: Dietmar Mögenburg ·
1988: Hennadi Avdjejenko ·
1992: Javier Sotomayor ·
1996: Charles Austin ·
2000: Sergej Kljoegin ·
2004: Stefan Holm ·
2008: Andrej Silnov ·
2012: Erik Kynard ·
2016: Derek Drouin ·
2020: Gianmarco Tamberi & Mutaz Essa Barshim ·
2024: Hamish Kerr